# 자유당 (폴란드)
공화국 부활을 위한 연합 - 자유와 희망(폴란드어: Konfederacja Odnowy Rzeczypospolitej Wolność i Nadzieja 콘페데라차 오드노비 제치포스폴리체 볼노시치 이 나드지에야[*]) 혹은 자유당(폴란드어: Wolność 볼노시치[*]), KORWiN은 폴란드의 자유지상주의 정당이다.
2015년 신우파회의에서 제명된 야누시 코르빈미케에 의해 창당하였고, 2018년에는 국민운동과 함께 자유와 독립 연대를 결성하였다.

## 이념
자유당은 자유지상주의 및 자유주의 정당으로 시민자유 확대와 경제적 자유 확대에 중점을 두며, 유럽연합에 회의적이다. 전체적 정치 성향은 미국 공화당과 유사하다.

## 역대 총선 결과
| 연도   | 득표수     | 의석 수 | 의석 수 변동 | 집권 여부 |      |
| ------ | ---------- | ------- | ------------ | --------- | ---- |
| 2015년 | 4.76% (#7) | 0 / 460 | 보합         | 집권 여부 | 야당 |

1. ↑  Nardelli, Alberto (2015년 10월 22일). “Polish elections 2015: a guide to the parties, polls and electoral system”. 《The Guardian》.
2. ↑  “Polish youth votes for conservatives”. Radio Poland (TheNews.pl). 2015년 10월 26일.